# Le Joker (série télévisée)
Pour les articles homonymes, voir Joker.
Le Joker (Jolly Joker) est une série télévisée d'action en 21 épisodes de 45 minutes réalisée par Marco Serafini en coproduction allemande, autrichienne, italienne et luxembourgeoise et diffusée à partir du 6 janvier 1991 sur la chaîne allemande ARD. C'est une parodie des films d'espionnage et des séries policières.
En France, elle a été diffusée à partir du 19 juillet 1992 sur M6.

## Synopsis
Christian Borg est un jet-setteur, son oncle Arthur Brecht l'emploie pour des missions d'espionnage afin de payer ses dettes, mais durant ces missions Christian se fait conduire par le bout du nez par toutes les jolies filles qu'il croise. Anette est là pour lui donner des équipements originaux afin de l'aider dans ses missions.

## Distribution
- Stefan Fleming (de) (VF : Jean-François Vlérick) : Christian Borg
- Paul Hubschmid (VF : Georges Berthomieu) : Arthur Brecht
- Maja Maranow (de) (VF : Sophie Deschaumes) : Anette

## Épisodes
1. La Légende du Roi Midas (Tod auf hoher See)
2. Des Vivres pour L'Afrique (Hilfsgüter für Afrika)
3. Une Opération Juteuse (Hinterhalt in der Toscana)
4. Une Pièce en Or (Münzpoker)
5. La Disparition de Vénus (Auf Tauchstation)
6. Double Jeu (Doppeltes Spiel)
7. La Beauté du Désert (Gefährliches Spiel)
8. Sous Le Soleil de Rio (Das Tigerspiel)
9. Magie Noire et Folie Douce (Candomble)
10. La Course aux Diamants (Diamantenroulette)
11. Une Succession Mouvementée (Andenfieber)
12. La Chasse aux Trésors (Schädel und Knochen)
13. Les Sœurs Jumelles (Gefährliche Mädchen)
14. Danger à Tanger (Die Galerie der Schönheit)
15. Un Désert Bien Agité Wüstenschach)
16. Schwere Erbschaft
17. Le Trésor de Lisbonne (Der Schatz von Lissabon)
18. Flüssiges Gold
19. (Heißblütiger Handel)
20. (Alte Rechnung)
21. Formule Magique pour Pétrole Synthétique (Amazonen auf Korsika)